# 국도 제298호선 (일본)

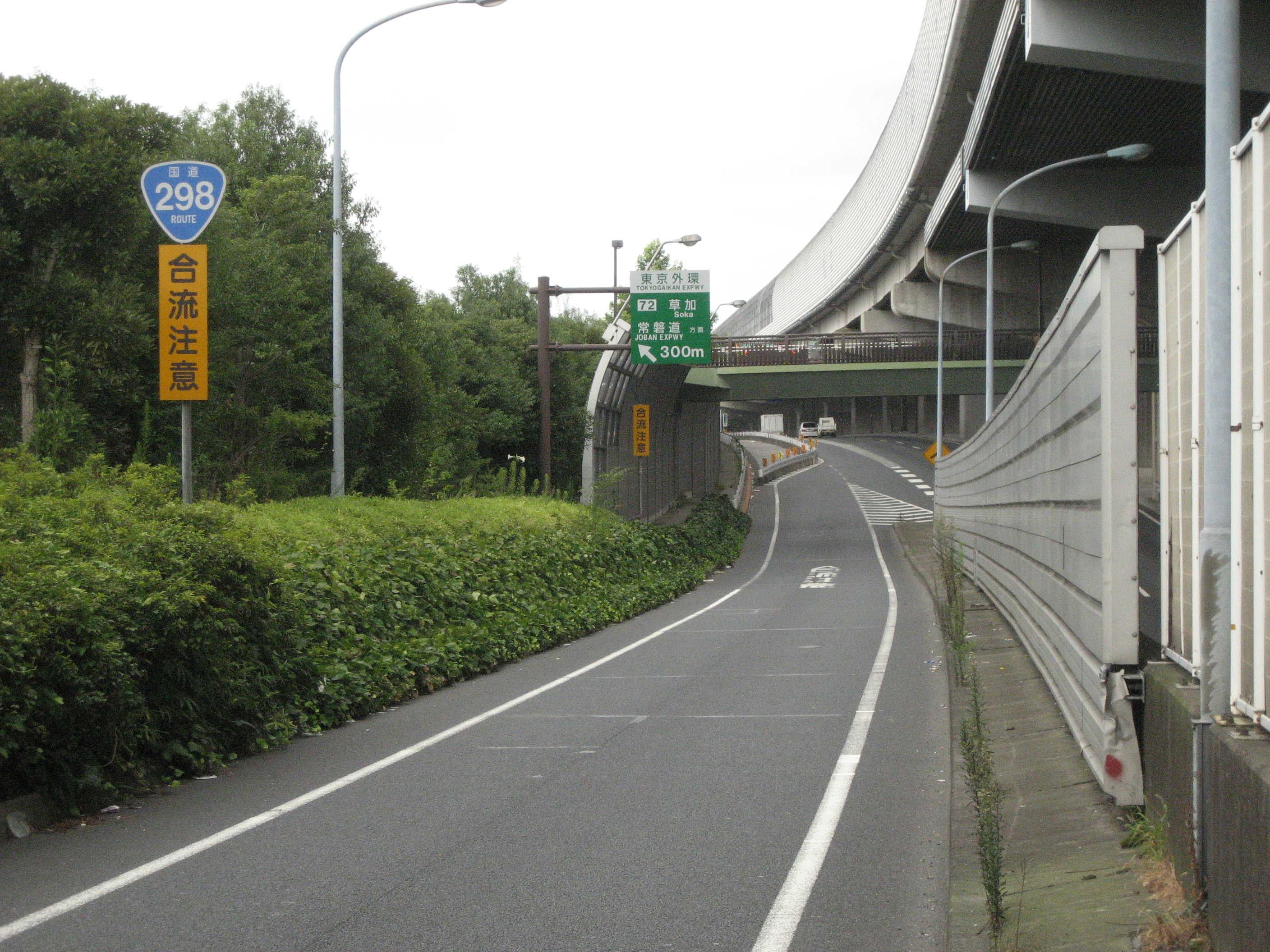
298번 국도 측의 길 (소카시)

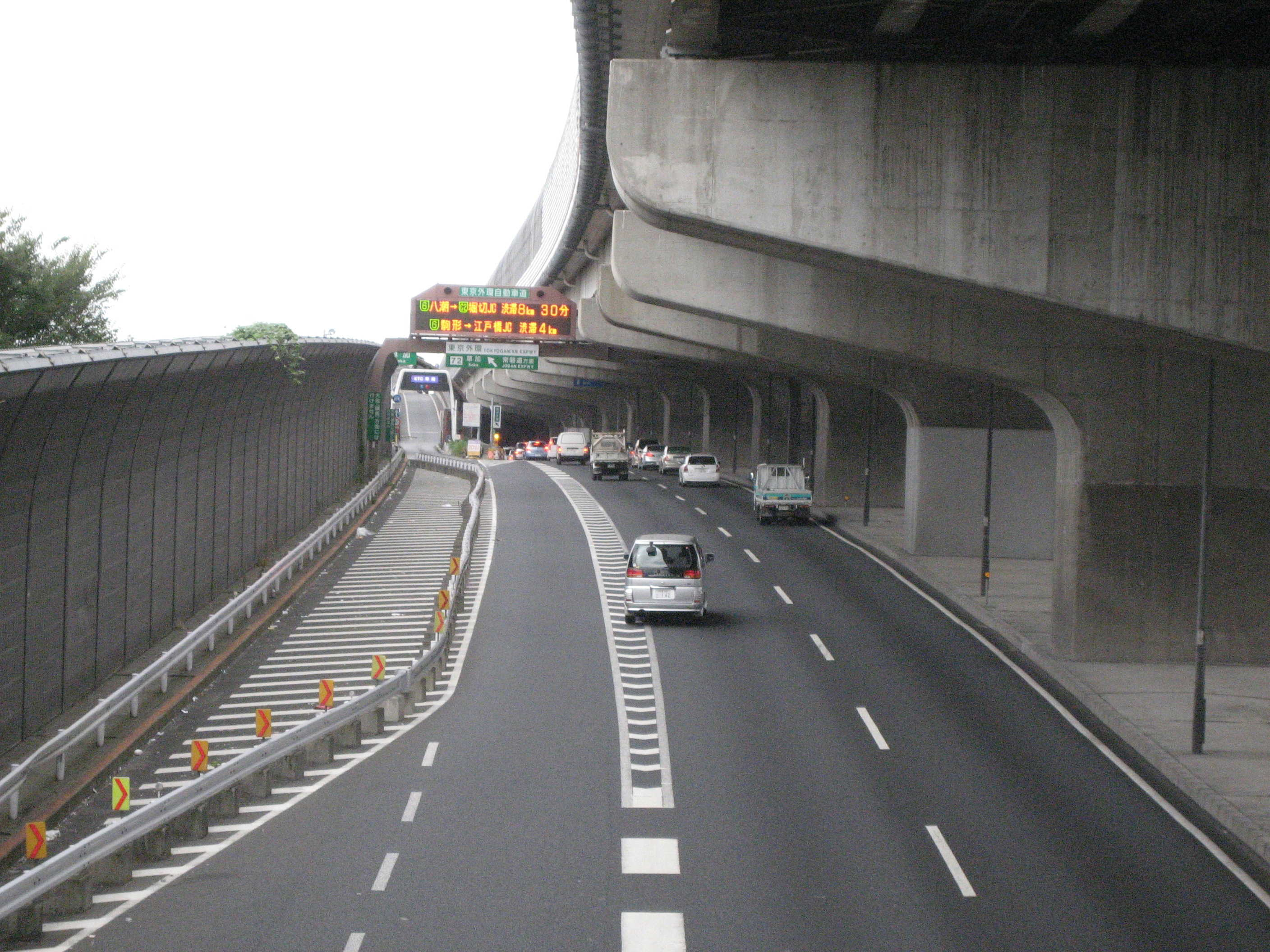
298번 국도의 본선과 위에 있는 도쿄 외환도로 (소카시)

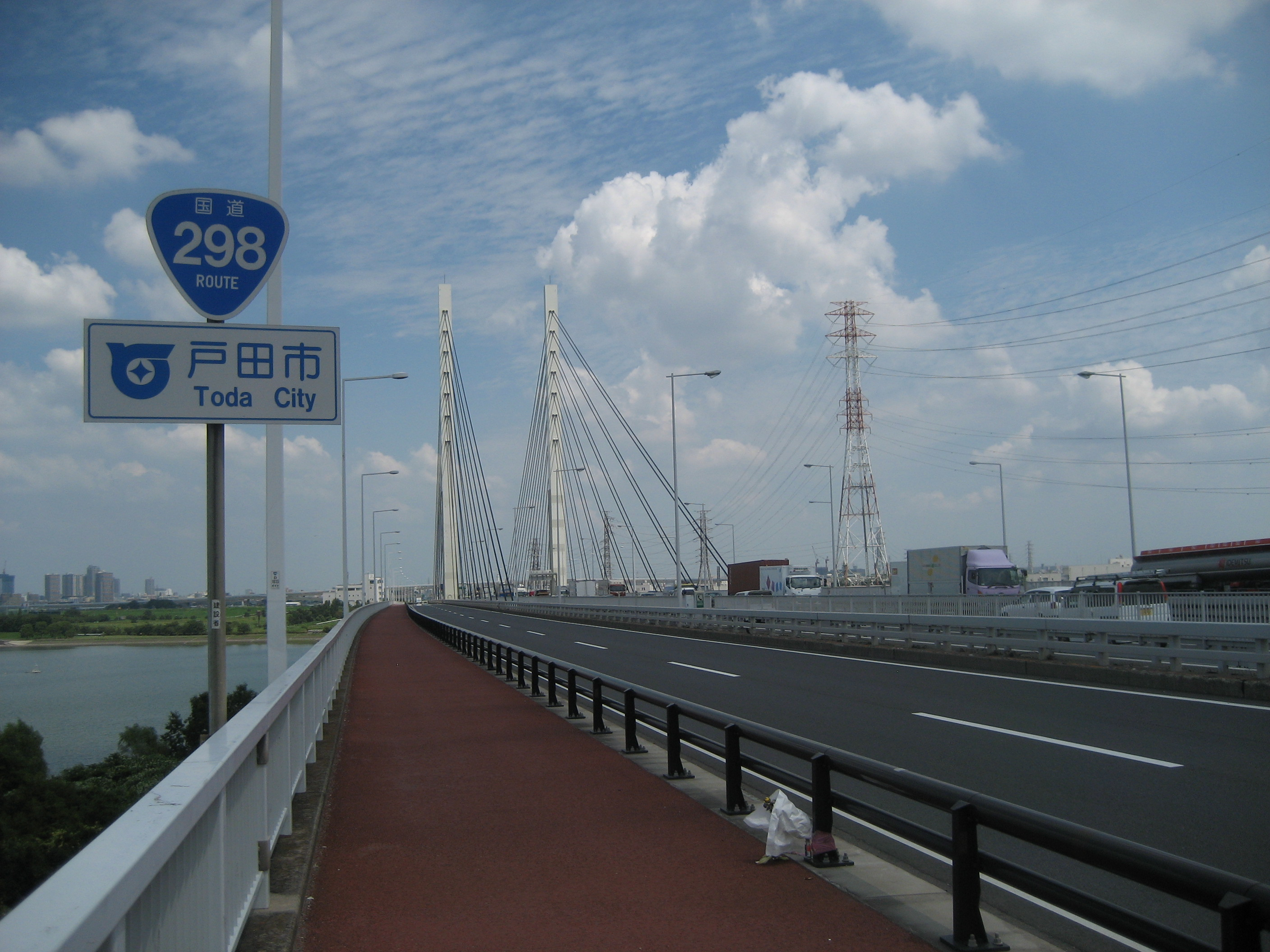
사키타마 대교 (도다시)

일본 298번 국도(일본어: 国道298号→국도 298호)는 사이타마현 와코시와 지바현 이치카와시를 사이에 둔 총연장 43.8 km의 거리를 가진 일본의 일반 국도 노선이다. 사업명 및 애칭은 도쿄 외곽 환상도로이다. 주요 연혁상으로 볼 때 1970년 4월 1일 정령에 따라 정식으로 지정 시행되자마자 사업화하는 노선으로 분류된다.

## 노선 정보
일반 국도의 노선을 지정하고 있는 정령에 의거한 기종점 및 경유지는 다음과 같다.
- 기점 : 사이타마현 와코시
- 종점 : 지바현 이치카와시
- 중요한 경과지 : 도다시, 우라와시(현재의 사이타마시 미나미구), 가와구치시, 소카시, 야시오시, 미사토시, 도쿄도 가쓰시카구 (히가시카나마치(일본어판) 7초메), 마쓰도시, 이치카와시
- 총 연장 : 43.8 km
- 중용 연장, 미공용 연장 : 없음
- 실제 연장 : 43.8 km
  - 현도 : 43.8 km
  - 구도 : 없음
  - 신도 : 없음

## 노선 개황

### 주요 도로 시설
- 사키타마 대교(일본어판) (아라카와강·아야호, 사이타마현 와코시 - 도다시)
- 가와구치안교 휴게소(일본어판) (사이타마현 가와구치시)
- 이치카와 휴게소(일본어판) (지바현 이치카와시)

## 지리

### 통과하는 지자체
- 사이타마현
  - 와코시 - 도다시 - 사이타마시 (미나미구) - 가와구치시 - 소카시 - 야시오시 - 미사토시
- 도쿄도
  - 가쓰시카구
- 지바현
  - 마쓰도시 - 이치카와시

### 통과하는 도로

#### 고속도로
- 도쿄 외환 자동차도
- 간에쓰 자동차도
- 조반 자동차도
- 수도 고속도로 6호선 미사토 선(일본어판, 중국어판)

#### 일반 국도
- 국도 제254호선
- 국도 제17호선
- 국도 제122호선
- 국도 제4호선
- 국도 제6호선
- 국도 제14호선
- 국도 제357호선

#### 도도, 현도
- 사이타마현도 제88호선
- 사이타마현도 제79호선
- 사이타마현도 제35호선
- 사이타마현도 제235호선
- 사이타마현도 제34호선
- 사이타마현도 제1호선
- 사이타마현도 제105호선
- 사이타마현도 제161호선
- 사이타마현도 제103호선
- 사이타마현도 제328호선
- 사이타마현도 제115호선
- 사이타마현도 제49호선
- 사이타마현도 제29호선
- 사이타마현도 제102호선
- 사이타마현도 제67호선
- 사이타마현도 제116호선
- 사이타마현도 제376호선
- 사이타마현도 제295호선
- 사이타마현도 제54호선
- 도쿄도도 제451호선
- 지바현도 제1호선
- 지바현도 제264호선
- 지바현도 제6호선
- 지바현도 제283호선
- 지바현도 제179호선

#### 교차하는 철도, 하천, 호수
- 신가시강(일본어판)
- 아라카와강
- 도호쿠 신칸센
- 사이쿄 선
- 도호쿠 본선 (우쓰노미야 선, 우에노 도쿄 라인, 쇼난 신주쿠 라인)
- 게이힌 도호쿠 선
- 아라카와강(일본어판)
- 사이타마 고속 철도선
- 덴우강(일본어판)
- 도부 이세사키 선
- 아야세강(일본어판)
- 후루아야세강(일본어판)
- 가사이 용수로(일본어판)
- 아라야가와 방수로(일본어판)
- 나카가와강(일본어판, 중국어판)
- 수도권 신도시 철도 쓰쿠바 익스프레스
- 미사토 방수로(일본어판)
- 오바강(일본어판)
- 에도강
- 조반선
- 호쿠소 철도 호쿠소 선
- 게이세이 본선
- 소부 본선
- 도쿄 메트로 5호선

#### 연선
사이타마현
- 사이코·도만 그린파크(일본어판, 세부아노어판)
- 일본은행 도다 분관
- 기타토다역
- NEXCO 동일본 미사토 관리사무소
- 사이타마현립 미사토 공원(일본어판, 세부아노어판)

도쿄도
- 미즈모토 공원(일본어판, 중국어판)

지바현
- 야기리 역
- 스가노 역
- 이치카와시 문화회관(일본어판)

## 갤러리

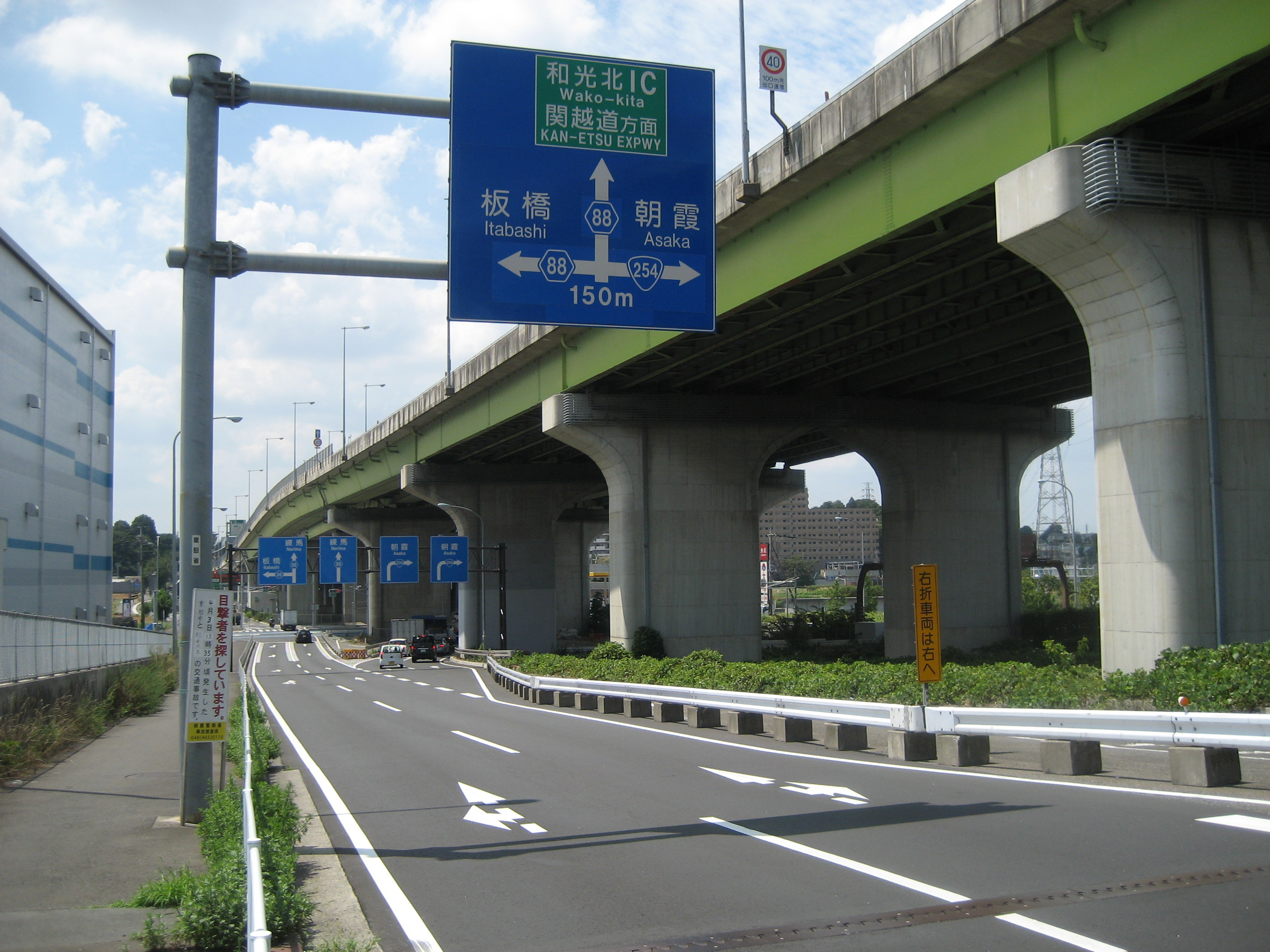
기점 부근 (사이타마현 와코시)
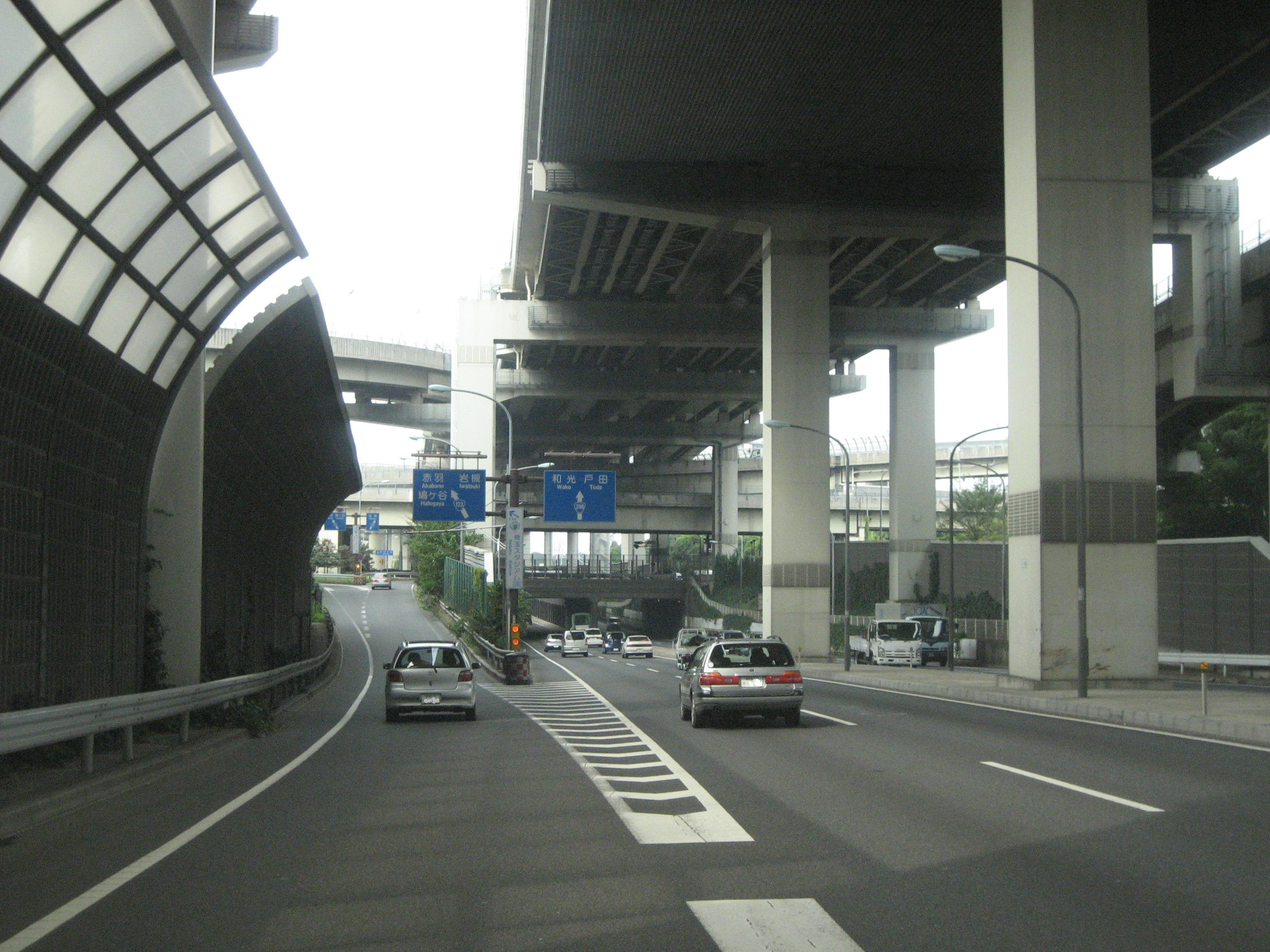
가와구치JCT 부근 (사이타마현 가와구치시)
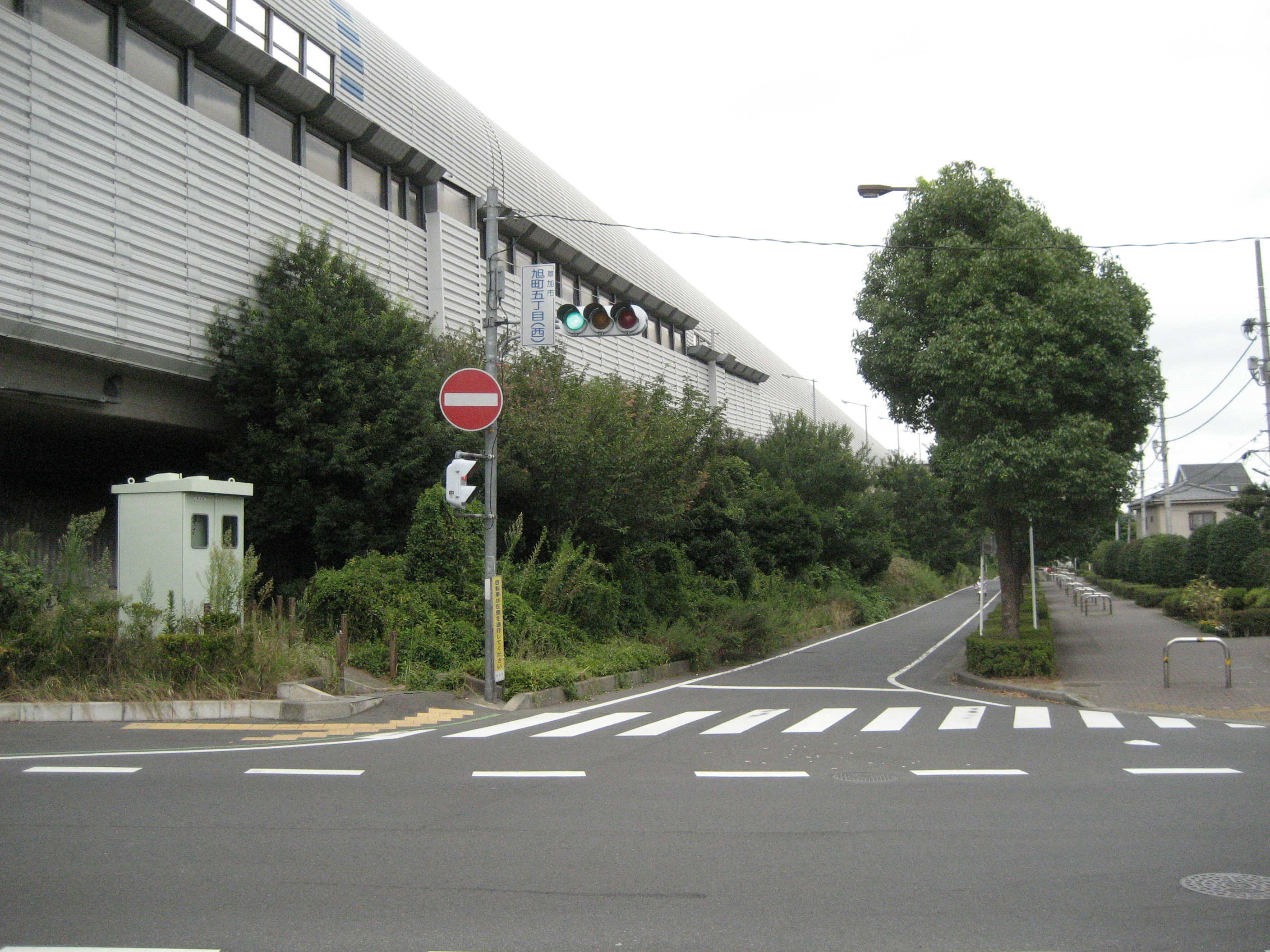
옆 도로부분에 정비되어 있는 환경 시설대 (사이타마현 소카시)
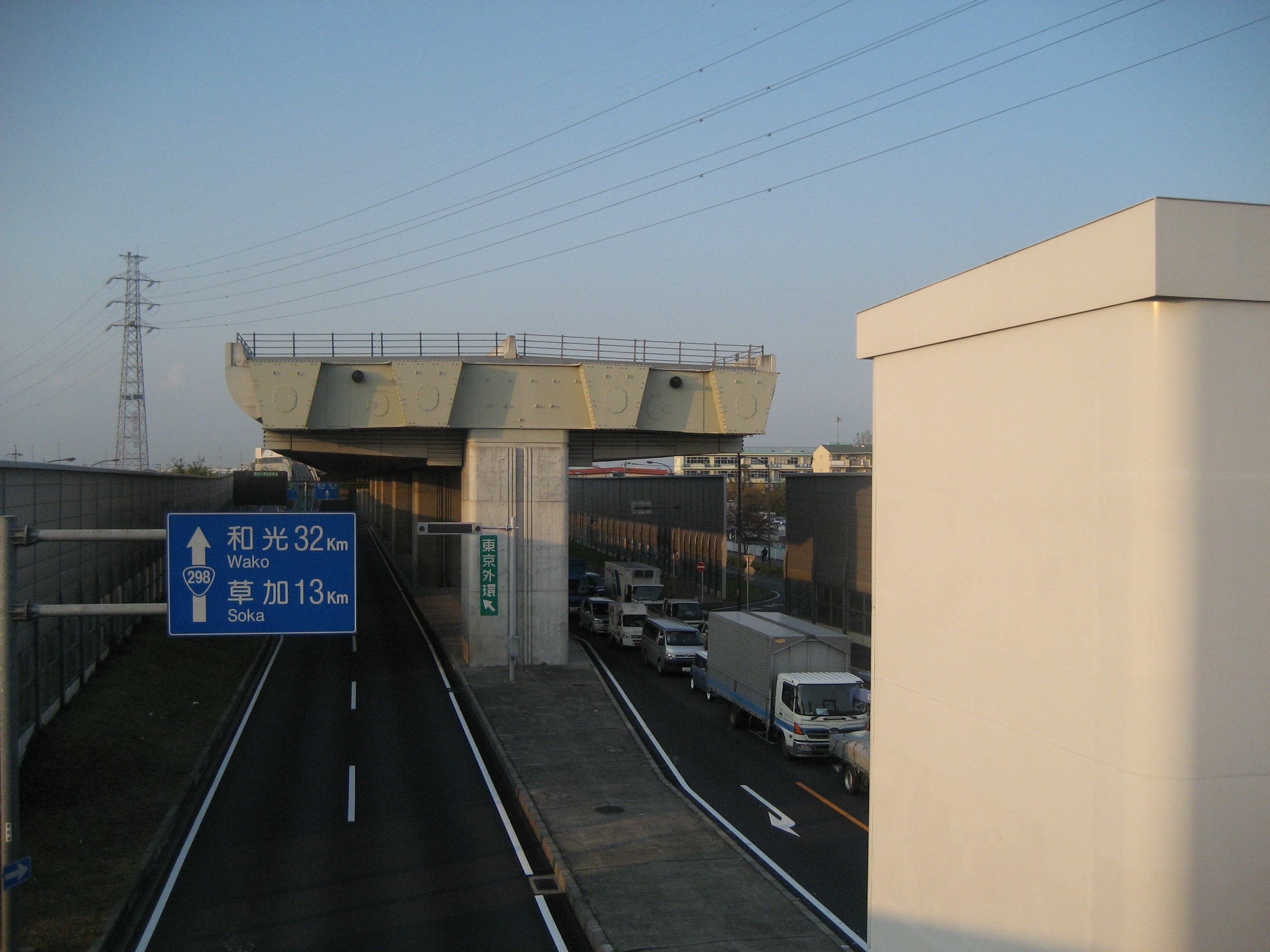
외환도 미사토 미나미 나들목 부근 (2009년 당시의 사이타마현 미사토시)
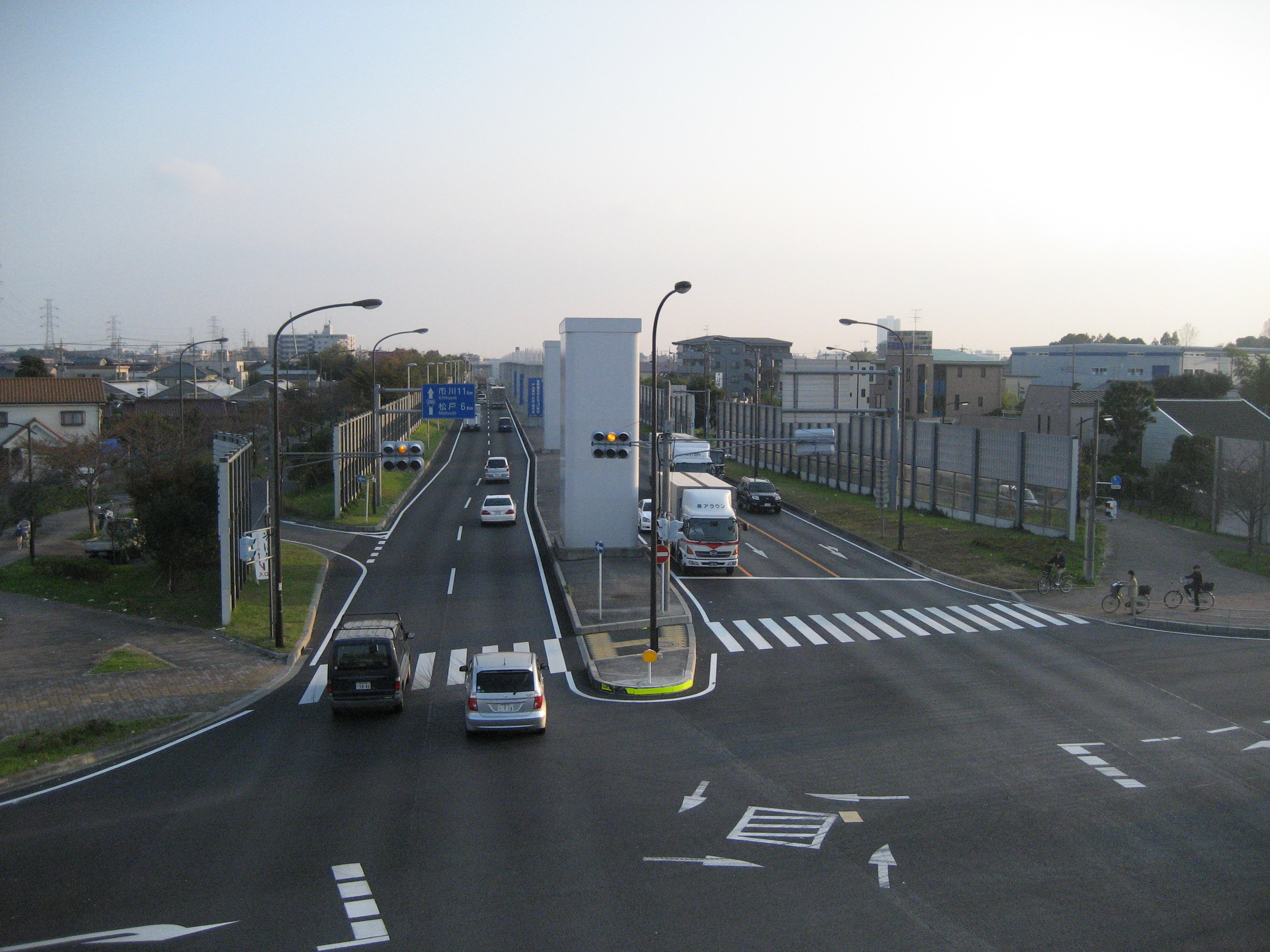
다카노 5초메 교차로에서 마쓰도 방향으로 촬영 (2009년 당시의 사이타마현 마쓰도시)
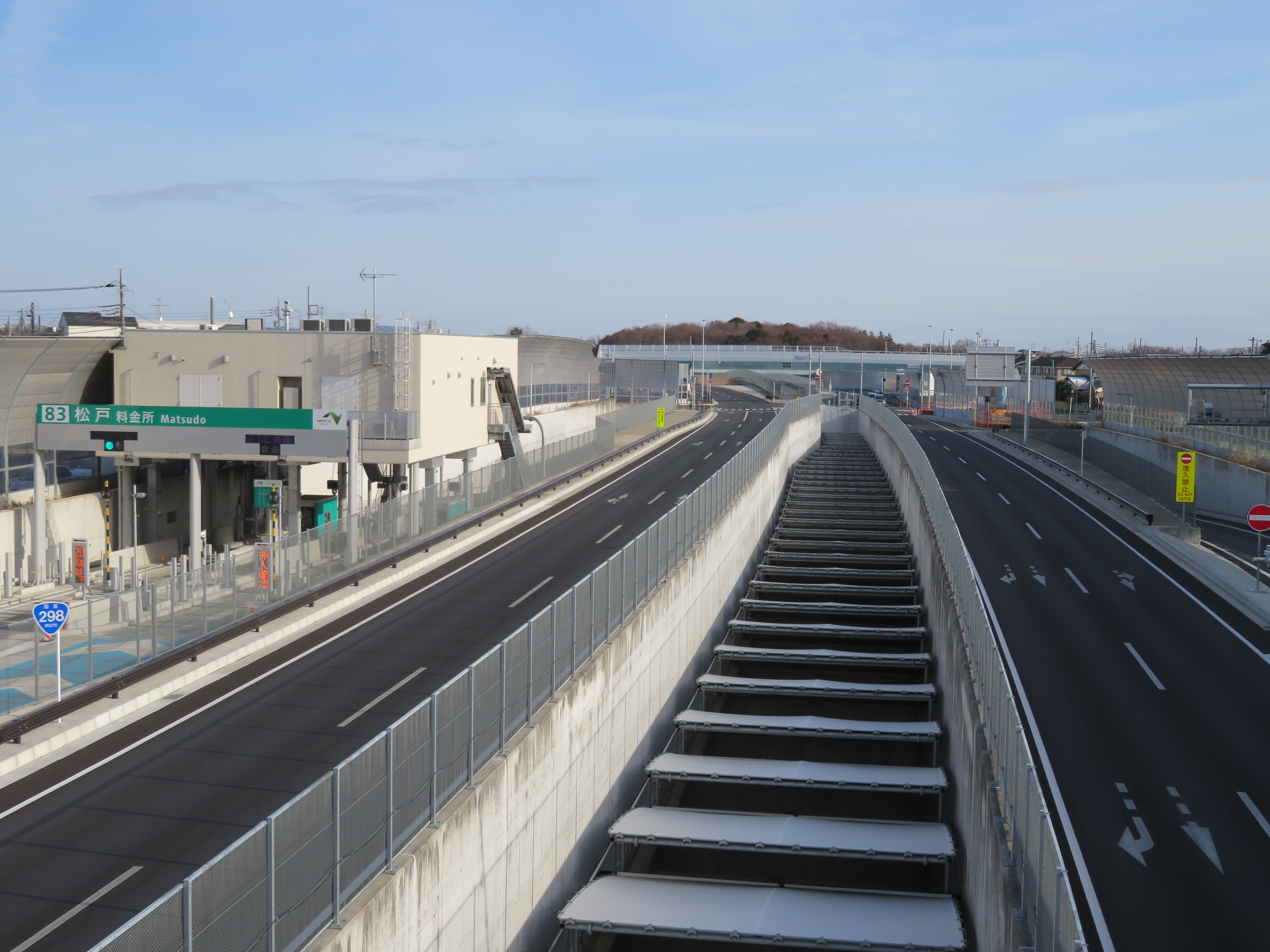
지바현 마쓰도시 시모야키리 부근
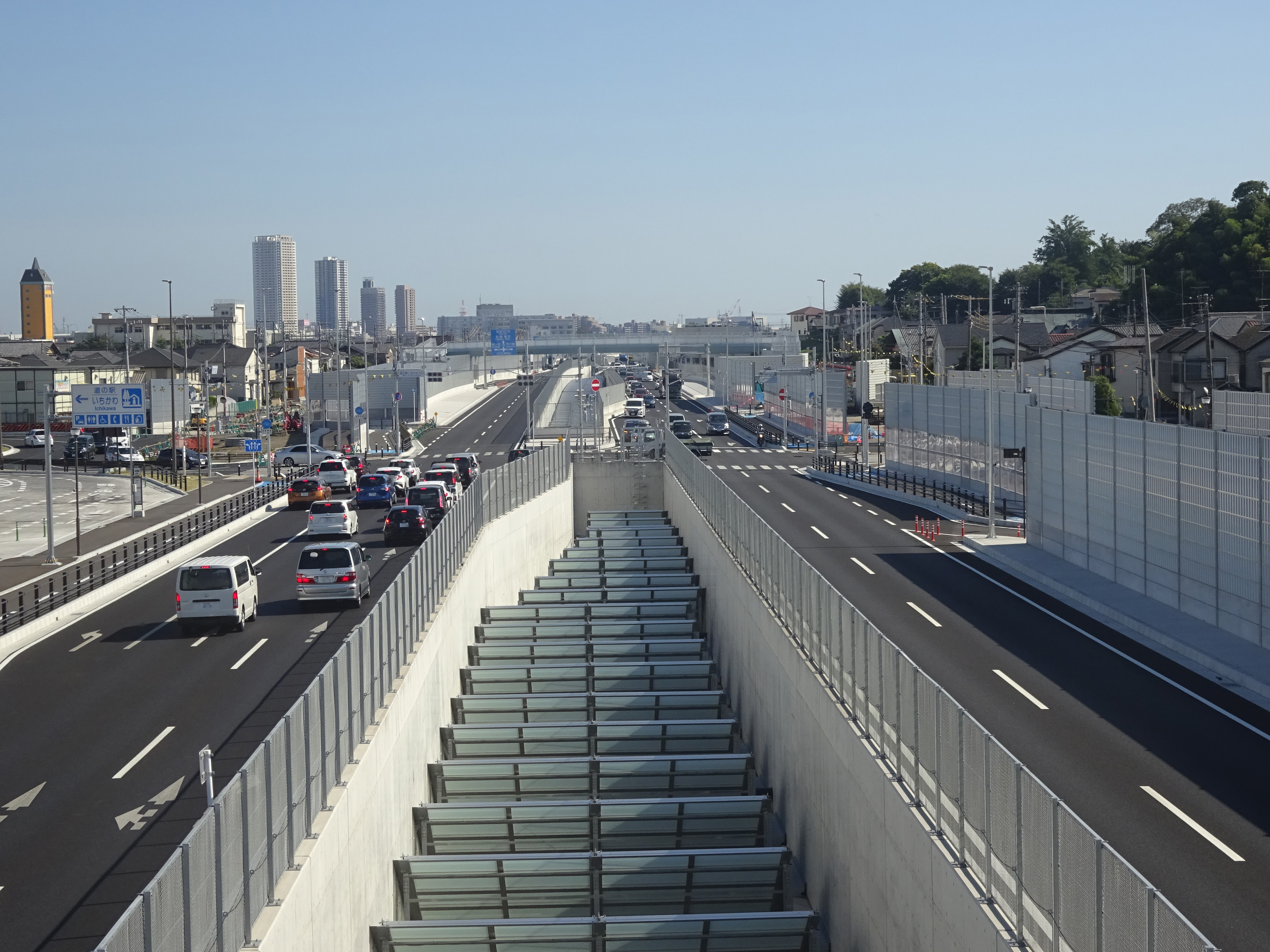
이치카와 휴게소(일본어판) 부근(2018년 8월)
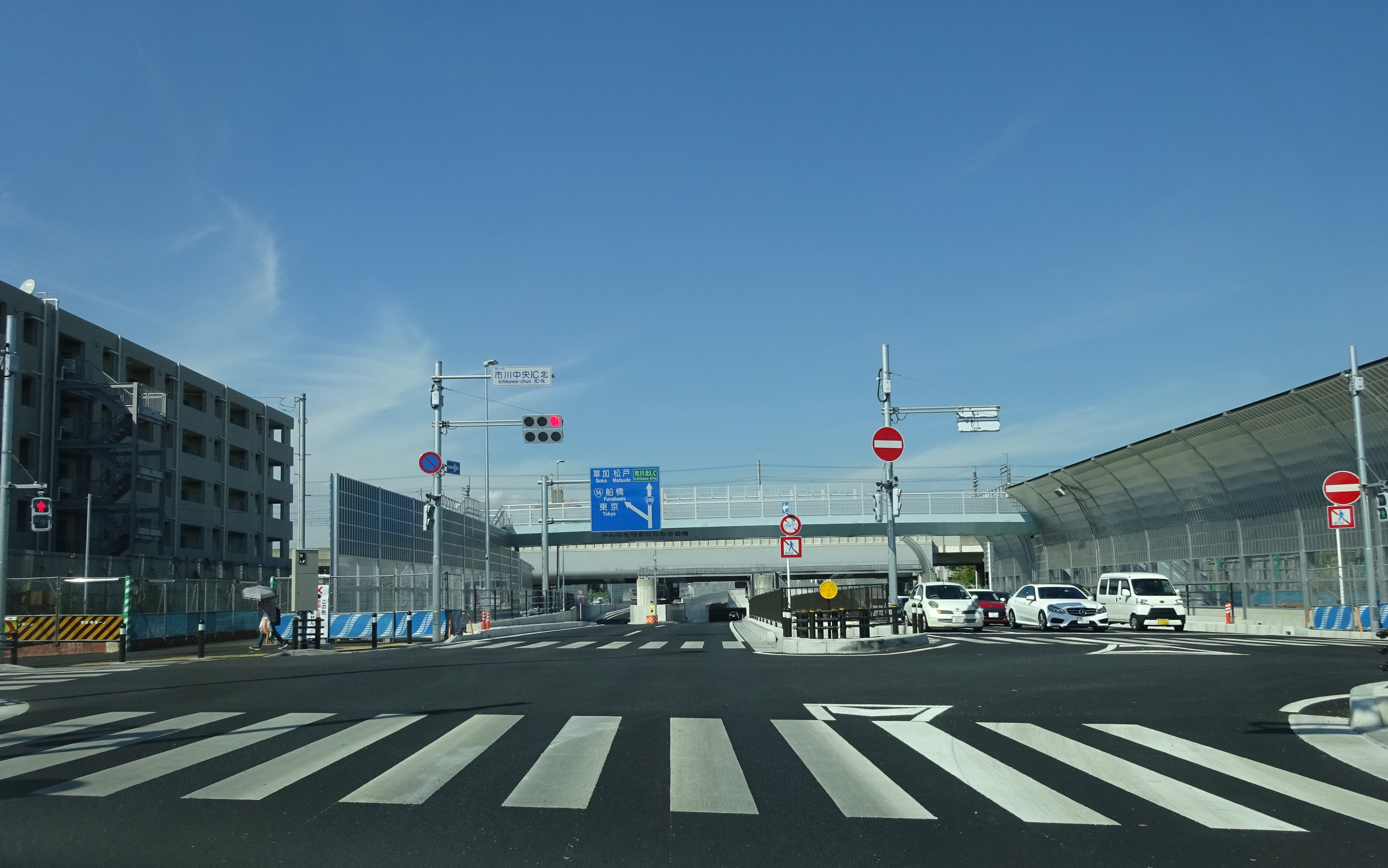
이치카와 주오IC(일본어판) 부근 (2018년 8월)
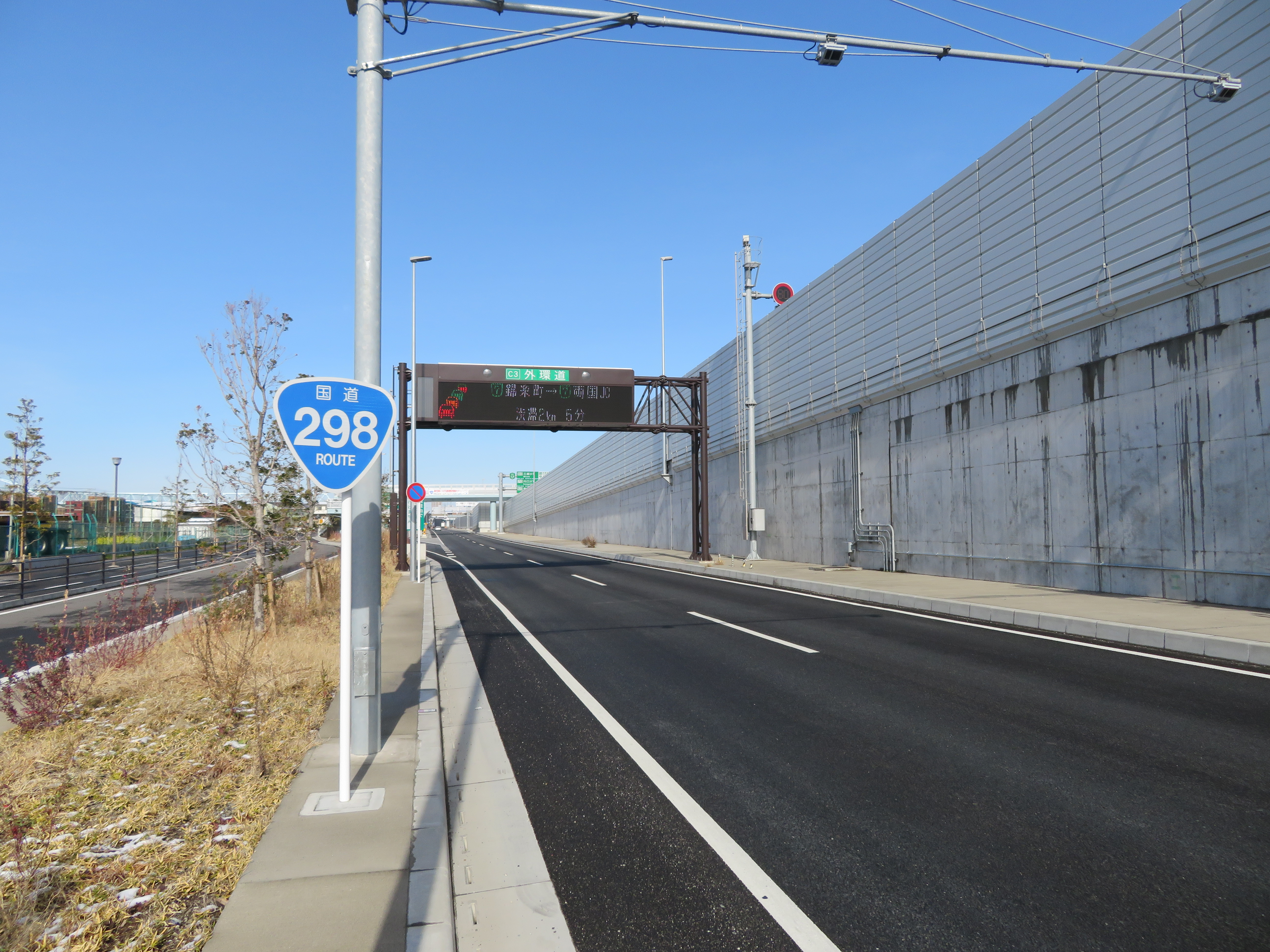
지바현 이치카와시 고야 3초메 부근